# 末廣健児
末廣 健児（すえひろ けんじ、1975年 - ）は、日本の作曲家・編曲家・マンドロンチェロ奏者。

## 略歴
岩国市美和町生まれ。現在は京都府宇治市に在住。4歳からエレクトーンを始め、作曲の基礎を学ぶ。15歳の時、自作曲にてヤマハジュニアオリジナルコンサートに出演。その後、岩国高等学校プレクトラムアンサンブル部にてマンドロンチェロを始め、京都大学入学後は同大学マンドリンオーケストラにて指揮者を務めた。
大学卒業後、井上泰信主宰のARSNOVA Mandolin Orchestraに結成当初より所属。マンドロンチェロ首席奏者や指揮者を務めた他、ARSNOVA Mandolin QuartetおよびARSNOVA Mandolin Ensembleにもマンドロンチェロ奏者として参加しながら、同団体での演奏ピース全般の編曲を担当。現在はNPO法人ARTE MANDOLINISTICAに招聘団員として所属している。
作曲活動については、2002年のARSNOVA Mandolin Orchestra解散公演にて、初のマンドリンオーケストラの為の作品となる丸本大悟との共作「ARSNOVA組曲」を発表。その後、社会人として勤務の傍ら各地の中学・高校・大学マンドリン団体や社会人団体からの委嘱を受けて、マンドリンオーケストラ作品を手掛けており、合計16曲を発表。これらの作品群は全国各地の100以上の団体に取り上げられ、全作品合計で250回以上再演されている。
2015年8月、全プログラムが自身の作品で構成されたARTE MANDOLINISTICA・ARTE TOKYO特別公演「末廣健児作品集」が開催され、マンドロンチェロ奏者としても参加。翌2016年、同公演の会場録音を中心に構成されたCD「末廣健児作品集」がリリースされた。また近年ではドイツや韓国で作品が取り上げられるなど、海外でも高い評価を得ている。

## 主な作曲作品
ARSNOVA組曲 Ⅰ.Lento espressivo
2002年9月16日、京都コンサートホールで行われたARSNOVA Mandolin Orchestra解散公演「Thanks!」にて初演。
2008年3月30日、ザ・シンフォニーホールにて行われたARTE MANDOLINISTICA結成5周年記念大阪公演2008「3人の作曲家達Ⅱ」にて第二楽章とともに改訂されたものが演奏された。
2010年4月29日にかつしかシンフォニーヒルズにて行われた大妻中学高等学校マンドリン部創部50周年記念第45回定期演奏会にてフルート加筆版が初演された。
組曲「瑞木の詩(みずきのうた)」
- 第1楽章　翠雨
- 第2楽章　森の住人たち
- 第3楽章　月影揺らす風
- 第4楽章　光陽(ひかり)の樹

2003年5月、京都教育大学マンドリンクラブの委嘱により作曲。2003年11月24日、同クラブ第44回定期演奏会にて初演。
2012年12月24日、東北大学百周年記念会館川内萩ホールで行われた東北大学学友会マンドリン楽部第47回定期演奏会にてフルート加筆版が初演された。
2016年03月20日に芝メルパルクホールで行われた慶應義塾高等学校・女子高等学校マンドリンクラブ第58回定期演奏会にて「第4楽章 光陽の樹」クラリネット打楽器加筆版が初演された。
Beyond the skies
2005年、京都教育大学マンドリンクラブ第46回定期演奏会にて初演。
2015年8月23日、長岡京記念文化会館で行われたARTE MANDOLINISTICA特別公演「末廣健児作品集」にて丸本大悟作曲の序奏つきで演奏された。
桜色の幻影
2008年3月30日、ザ・シンフォニーホールにて行われたARTE MANDOLINISTICA結成5周年記念大阪公演2008「3人の作曲家達Ⅱ」アンコールにて初演。
流星群
2008年、京都教育大学マンドリンクラブ第49回定期演奏会にて初演。初演はフルートなしの編成であったがのちにフルート加筆版も発表された。
祈り
2010年3月20日、ザ・シンフォニーホールで行われたARTE MANDOLINISTICA大阪公演2010「3人の作曲家達Ⅲ×2」にて初演。
風のシンフォニア
2010年12月28日、東北大学百周年記念会館川内萩ホールで行われた東北大学学友会マンドリン楽部第45回記念定期演奏会にて初演。
残された時間
2011年11月11日、長岡京記念文化会館にて行われた京都教育大学マンドリンクラブ第52回定期演奏会て初演。フルートなしの編成であった。
Medley for concert
2012年6月24日、第一生命ホールで行われたARTE TOKYO第2回公演にて初演されたピアノ(シンセサイザー)曲。
「ARSNOVA組曲」「流星群」「風のシンフォニア」など自作曲のメドレーが末廣健児自身によるピアノソロで演奏された。
願いの叶う本（序奏付）－2012 “Dear Maru-chan from ARTE” Version－
2012年9月17日、長岡京記念文化会館にて行われたARTE MANDOLINISTICA・ARTE TOKYO特別公演「丸本大悟作品集」アンコールにて初演。
丸本大悟作曲「願いの叶う本」に末廣健児作曲の序奏を加えて演奏された。序奏はHappy Birthday to Youの変奏曲となっており、演奏会翌日である9月18日の丸本大悟の誕生日を祝う意味がこめられている。
風のプレリュード
2013年4月28日に行われた大妻中高マンドリン部第48回定期演奏会にて初演。
中間部に大妻学院校歌のワンフレーズが用いられている。
虹の記憶
2013年9月21日、すみだトリフォニーホール 大ホールで行われたARTE MANDOLINISTICA・ARTE TOKYO特別公演「丸本大悟作品集2」のアンコールにて初演。丸本大悟作曲の「組曲『杜の鼓動』」、「虹彩」、「時間の宝箱」のモチーフを用いて作曲され、丸本大悟への応援の気持ちがこめられている。
Hymn to the dawn
2014年3月22日、ザ・シンフォニーホールで行われたARTE MANDOLINISTICA大阪公演2014にて初演。
2014年12月14日、日立システムズホール仙台(仙台市青年文化センター)で行われた東北大学学友会マンドリン楽部第49回定期演奏会にてフルート加筆版が初演された。
2015年6月21日、東京オペラシティ コンサートホール タケミツメモリアルで行われたARTE TOKYO第5回公演にて打管楽器補筆版が演奏された。
明日への序章
2015年3月7日、仙台市宮城野区文化センター パトナホールにて行われたLEVANTE Mandolin Orchestra第10回記念演奏会仙台公演にて初演。
2015年6月21日、東京オペラシティ コンサートホール タケミツメモリアルで行われたARTE TOKYO第5回公演にてフルート加筆版が演奏された。
Moving force
2015年8月23日、長岡京記念文化会館で行われたARTE MANDOLINISTICA特別公演「末廣健児作品集」アンコールにて作曲者の指揮で初演。
遥かなる旅路へ
2015年12月19日、東北大学百周年記念会館川内萩ホールで行われた東北大学学友会マンドリン楽部第45回記念演奏会にて初演。
組曲「錦川の風景」
- 第一楽章　生命を育む森
- 第二楽章　水辺で遊ぶ子供たち
- 第三楽章　紅葉の反映
- 第四楽章　雪月夜
- 第五楽章　清流は五橋を越えて

2017年9月23日、福岡市立南市民センター文化ホールで行われた岩国マンドリンオーケストラ第60回記念福岡特別演奏会にて初演。当初は、同年9月17日にシンフォニア岩国コンサートホールにて行われる予定であった第60回定期演奏会が初演となる計画であったが、台風のため同演奏会が2017年10月21日に延期されたため福岡での記念演奏会が初演となった。
岩国マンドリンオーケストラでの演奏では打楽器入りの編成であった。他団体によって再演される際には打楽器のない編成の場合もある。
第一楽章のテンポは初演団体の創部60周年にちなんで二分60となっている。また5連のアーチ橋で知られる錦帯橋にちなみ5つの楽章で構成されている。
第四楽章では奏者によるコーラスが入る。
FIND YOUR WINGS
2017年11月10日、長岡京記念文化会館にて行われた京都教育大学マンドリンクラブ第58回定期演奏会て初演。フルートなしの編成であった。
Bon voyage
2018年6月30日、第一生命ホールで行われたARTE TOKYO第8回定期公演にて初演。
この雨が上がれば
2018年9月8日、第一生命ホールで行われたARTE MANDOLINISTICA・ARTE TOKYO特別公演「ARTESSIMO Ⅱ　末廣健児・丸本大悟作品集」にて初演。
丸本大悟作曲「雨の世界」をもとに作曲された。
願いの叶う本2018版〜「時間(とき)の宝箱」の主題による
2018年9月8日、第一生命ホールで行われたARTE MANDOLINISTICA・ARTE TOKYO特別公演「ARTESSIMO Ⅱ　末廣健児・丸本大悟作品集」アンコールにて初演。
丸本大悟作曲「願いの叶う本」に末廣健児作曲の序奏を加えて演奏された。序奏には丸本大悟作曲「時間の宝箱」の主題が用いられている。
Sincerely yours
2019年11月24日、京都府立文化芸術会館で行われた京都教育大学マンドリンクラブ第60回定期演奏会にて初演。フルートなしの編成であった。
2020年1月19日、江東公会堂(ティアラこうとう) 大ホールで行われたARTE TOKYO特別公演「ARTESSIMO Ⅲ 丸本大悟・末廣健児作品集」アンコールにてフルート加筆版が演奏された。
組曲「遠き虹の果てに」
- Ⅰ．Indigo rain
- Ⅱ．River breeze
- Ⅲ．Invocation to the ocean
- Ⅳ．Spectrum of the rainbow

2022年8月14日、かつしかシンフォニーヒルズ モーツァルトホールで行われたMandolin Ensemble*Iris（マンドリンアンサンブル*イリス）第10回記念演奏会にて初演。7つのパートの重なりとして“虹”をイメージして命名された「イリス」の団名にちなみ、水の循環、雨から虹への繋がりなどを描写した作品となっている。各楽章の頭文字が"I-R-I-S"となっている。